# Michel Pâques
Michel Pâques (Wezet, 2 juni 1959) is een Belgisch magistraat, rechtsgeleerde en hoogleraar aan de Université de Liège.

## Levensloop
Michel Pâques behaalde in 1982 het diploma van licentiaat in de rechten aan de Université de Liège, waar hij in 1989 tot doctor in de rechten promoveerde. Hij was aan deze universiteit achtereenvolgens assistent, hoogleraar en gewoon hoogleraar, was decaan van de faculteit Rechten van 2004 tot 2008 en werd buitengewoon hoogleraar in 2008. Hij doceert er onder meer recht en bestuursrechtspraak.
Van 2008 tot 2018 was hij staatsraad in de Raad van State. Op 9 september 2018 werd hij tot rechter in het Grondwettelijk Hof benoemd.
Pâques was ondervoorzitter van de Association internationale de droit de l'urbanisme. Hij was tevens gasthoogleraar aan de Universiteit Parijs 1 Panthéon-Sorbonne, de Universiteit van Barcelona en in Lomé.